# Tripoli, Grekland
För andra betydelser, se Tripoli (olika betydelser).

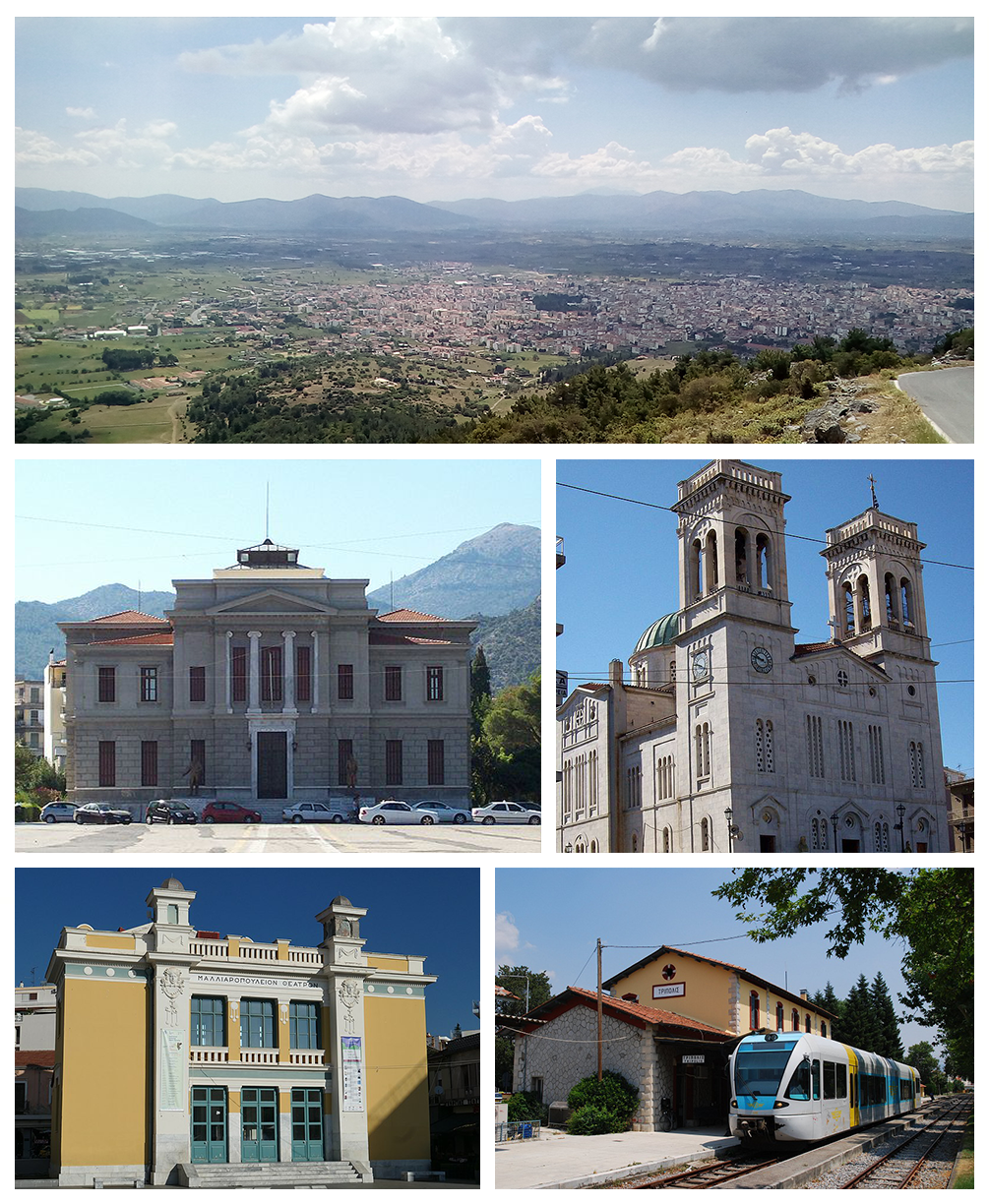
Tripoli

Tripoli (grekiska: Τρίπολη) är en stad i kommunen Dimos Tripoli i Grekland på halvön Peloponessos. År 2001 hade Tripoli 28 976 invånare. Den viktiga motorvägen på E65 mellan Aten och Kalamata går förbi Tripoli, och förbi staden löper även den smalspåriga järnvägen på halvön (med Korinth och Kalamata som ändstationer). Det var här 8 000 turkar blev mördade under det Grekiska frihetskriget.